# Miarinarivo (Ambalavao)
Miarinarivo – gmina (kaominina) na Madagaskarze, w regionie Haute Matsiatra, w dystrykcie Ambalavao. W 2001 roku zamieszkana była przez 9860 osób. Siedzibę administracyjną stanowi Miarinarivo. Jest jedną z 17 gmin dystryktu.
Przez gminę przebiega droga prowincjonalna. Na jej obszarze funkcjonuje m.in. szkoła pierwszego stopnia. 99% mieszkańców trudni się rolnictwem, natomiast 1% pracuje w usługach. Produktami o największym znaczeniu dla lokalnej gospodarki są ryż, maniok, tytoń oraz wilec ziemniaczany. Powyżej 75% rolników stosuje przy uprawach nawozy mineralne. Pogłowie bydła w 2001 r. liczyło 2170 sztuk.
Przed wprowadzeniem nowego podziału administracyjnego Madagaskaru w 2007 r. gmina znajdowała się w prowincji Fianarantsoa.
Gmina położona jest w strefie czasowej UTC+03:00.